# Introduction (film)
 (décembre 2021).
Si vous disposez d'ouvrages ou d'articles de référence ou si vous connaissez des sites web de qualité traitant du thème abordé ici, merci de compléter l'article en donnant les références utiles à sa vérifiabilité et en les liant à la section « Notes et références ».
Pour plus de détails, voir Fiche technique et Distribution.
Introduction (hangeul : 인트로덕션 ; RR : Inteurodeoksyeon) est un film sud-coréen écrit, produit et réalisé par Hong Sang-soo et sorti en 2021.
Il est présenté à la Berlinale 2021 où il obtient l'Ours d'argent du meilleur scénario.

## Synopsis
Le récit est structuré en trois chapitres. 1) En Corée, le jeune Joo-won laisse quelque temps sa petite amie Yeong-ho pour discuter avec son père, acupuncteur, dans le cabinet de celui-ci. Il échange quelques mots avec la secrétaire du père et la prend dans ses bras alors que la neige tombe. 2) À Berlin, Yeong-ho - qui va commencer des études de mode - et sa mère rendent visite à une artiste-peinte qui va loger la jeune fille.
Le petit ami Joo-won arrive de Corée pour voir Yeong-ho. Ils s'étreignent. 3) En Corée, au bord de la mer, Joo-won et un ami viennent dans un restaurant pour discuter avec la mère du jeune protagoniste et un acteur vieillissant, ami du père acupuncteur. Le jeune Joo-won a l'occasion d'expliquer pourquoi il a arrêté l'activité d'acteur.
Plus tard, il revoit Yeong-ho sur une plage.

## Fiche technique
Sauf indication contraire, les informations mentionnées dans cette section peuvent être confirmées par la base de données cinématographiques IMDb,  présente dans la section « Liens externes ».
- Titre original : 인트로덕션
- Titre international : Introduction
- Réalisation et scénario : Hong Sang-soo
- Musique : Hong Sang-soo
- Photographie : Hong Sang-soo
- Montage : Hong Sang-soo
- Production : Hong Sang-soo
- Société de production : Jeonwonsa Film Co.
- Société de distribution : Capricci Films (France)
- Pays d'origine :  Corée du Sud
- Langue original : coréen
- Format : noir et blanc
- Genre : drame
- Durée : 66 minutes
- Dates de sortie :
  - Allemagne : 1er mars 2021 (Berlinale)
  - Corée du Sud : 27 mai 2021
  - France : 2 février 2022

## Distribution
- Shin Suk-ho : Yeong-ho
- Park Mi-so : Joo-won
- Kim Young-ho : le père
- Ye Ji-won : l'infirmière
- Gi Ju-bong : le vieil acteur
- Seo Young-hwa : la mère de Joo-won
- Kim Min-hee : la peintre
- Jo Yoon-hee : la mère de Yeong-ho
- Ha Seong-guk : Jeong-soo, l'ami de Yeong-ho

## Sortie

### Accueil critique
- En France, le site Allociné recense une moyenne des critiques presse de 3,4/5[1].
- Sur Culturopoing, le critique Enrique Seknadje a écrit : "Un film centré sur la jeunesse, ses élans et ses désillusions, mais qui est fait de touches éparses, de décalages et de décentrages, et où le hors-champ et le hors-temps dominent. Une heureuse esquisse en noir et blanc aux traits fins et énigmatiques, parfois teintée d’humour" [2].

## Distinction
- Berlinale 2021 : Ours d'argent du meilleur scénario[3]